# М3ГАН 2.0
М3ГАН 2.0 (енгл. M3GAN 2.0; стилизовано МΞГАН 2.0) амерички је научнофантастични хорор филм из 2025. Режију потписује Џерард Џонстон, који је и написао сценарио заједно са Акелом Купер. Наставак је филма М3ГАН (2022). Главне улоге тумаче Алисон Вилијамс, Џена Дејвис, Вајолет Макгро и Ивана Сахно.
Премијера је приказана 24. јуна 2025. у Њујорку, док је 27. јуна 2025. пуштен у биоскопе у у Сједињеним Америчким Државама, односно 26. јуна исте године у Србији. Добио је помешане рецензије критичара.

## Радња
Две године након што се М3ГАН, чудо вештачке интелигенције, одметнула и кренула у убилачки поход због чега је уништена, њена креаторка Џема је постала високо цењена ауторка и представница владиног надзора у пољу вештачке интелигенције. У међувремену, Џемина сестричина Кејди, сада има 14 година и постала је тинејџерка, која се бори против Џеминих презаштитничких правила.
Без њиховог знања, украдена је основна технологија за стварање М3ГАН и злоупотребљена како би се створило још напредније војно оружје, Амелија — врхунски шпијун за инфилтрацију. Али како се Амелијина самосвест повећава, она постаје дефинитивно мање заинтересована за примање наређења од људи. Или уопште не жели да их има у својој близини.
Пошто је будућност људске врсте на коцки, Џема схвата да је једина опција да васкрсне М3ГАН уз неколико надоградњи, чинећи је бржом, јачом и смртоноснијом. Док се њихови путеви сударају, оригинална лутка вештачке интелигенције ускоро ће се сусрести са себи равном.

## Улоге
| Глумац                | Улога     |
| --------------------- | --------- |
| Алисон Вилијамс       | Џема      |
| Вајолет Макгро        | Кејди     |
| Ејми Доналд           | М3ГАН     |
| Брајан Џордан Алварез | Кол       |
| Џен ван Епс           | Тес       |
| Ивана Сахно           | Амелија   |
| Аристотел Атари       | Кристијан |
| Тим Шарп              | Тим       |
| Џемејн Клемент        | Алтон     |
| Ејми Ашервуд          | Лидија    |
| Фрида Вулф            | Мокси     |